# Linda Rossi
Linda Rossi (september 1997) is een Italiaans inline-skater en langebaanschaatsster.
In 2013 werd Rossi wereldkampioen op de 500 meter inline-skate bij de junioren.
In 2021 nam Rossi deel aan het EK Allround.

## Records

### Persoonlijke records[5]
| Afstand    | Tijd    | Datum            | Baan            |
| ---------- | ------- | ---------------- | --------------- |
| 500 meter  | 40,31   | 16 februari 2020 | Minsk           |
| 1000 meter | 1.20,47 | 15 februari 2020 | Minsk           |
| 1500 meter | 2.02,50 | 17 januari 2021  | Heerenveen      |
| 3000 meter | 4.11,20 | 31 januari 2021  | Heerenveen      |
| 5000 meter | 7.31,76 | 27 februari 2021 | Baselga di Pinè |

### Resultaten
| Jaar | EK Allround             | WK Afstanden                      |
| ---- | ----------------------- | --------------------------------- |
| 2021 | NC17 (15e, 18e, 18e, -) | 22e 1500m 19e 3000m 5e massastart |

(#, #, #, #) = afstandspositie op allroundtoernooi (500m, 3000m, 1500m, 5000m).
NC17 = niet gekwalificeerd voor de laatste afstand, maar wel als 17e geklasseerd in de eindrangschikking